# Ensemble Kirchenplatz Gunzenhausen

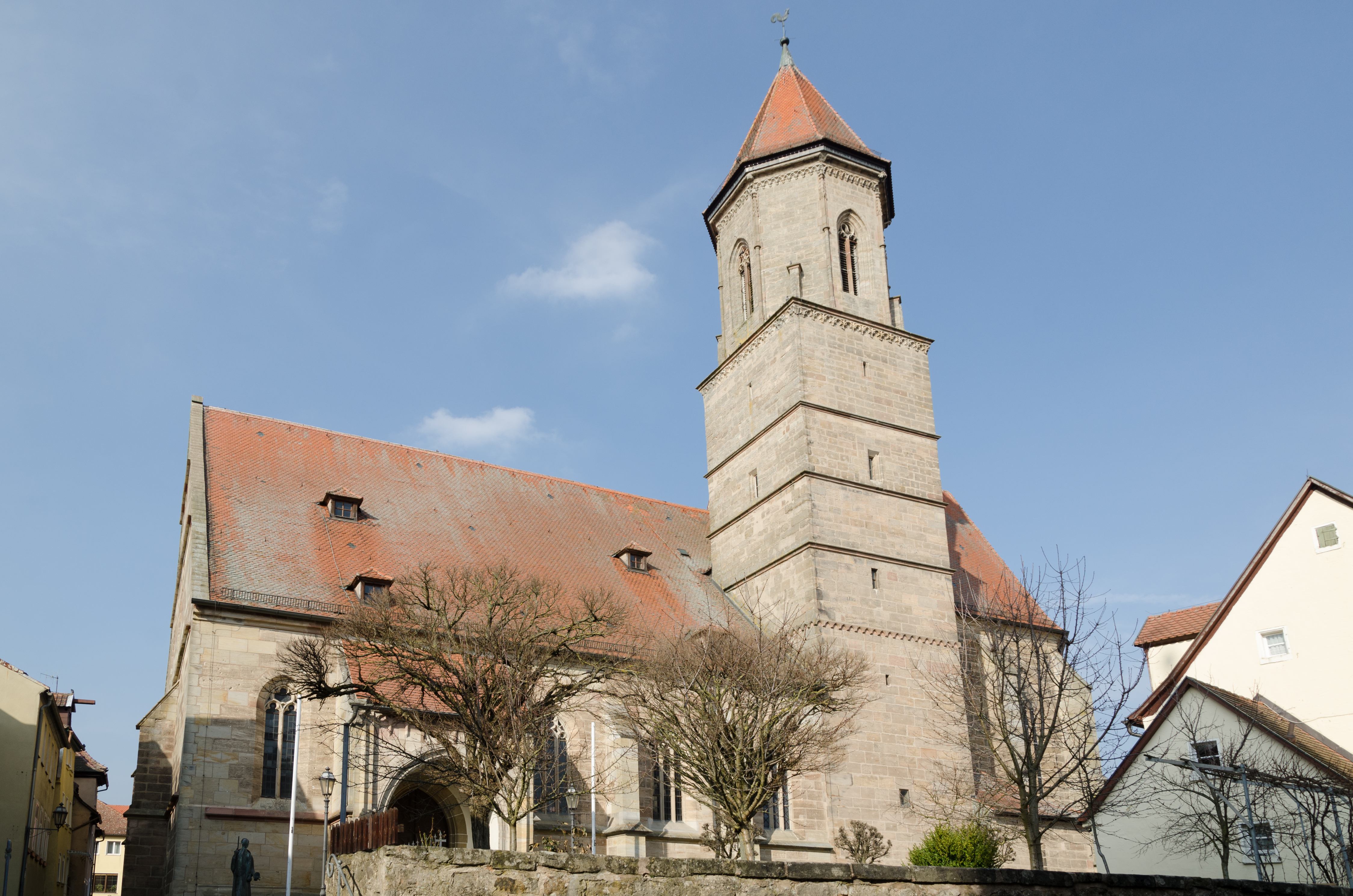
Stadtpfarrkirche St. Mariä Virginis in Gunzenhausen

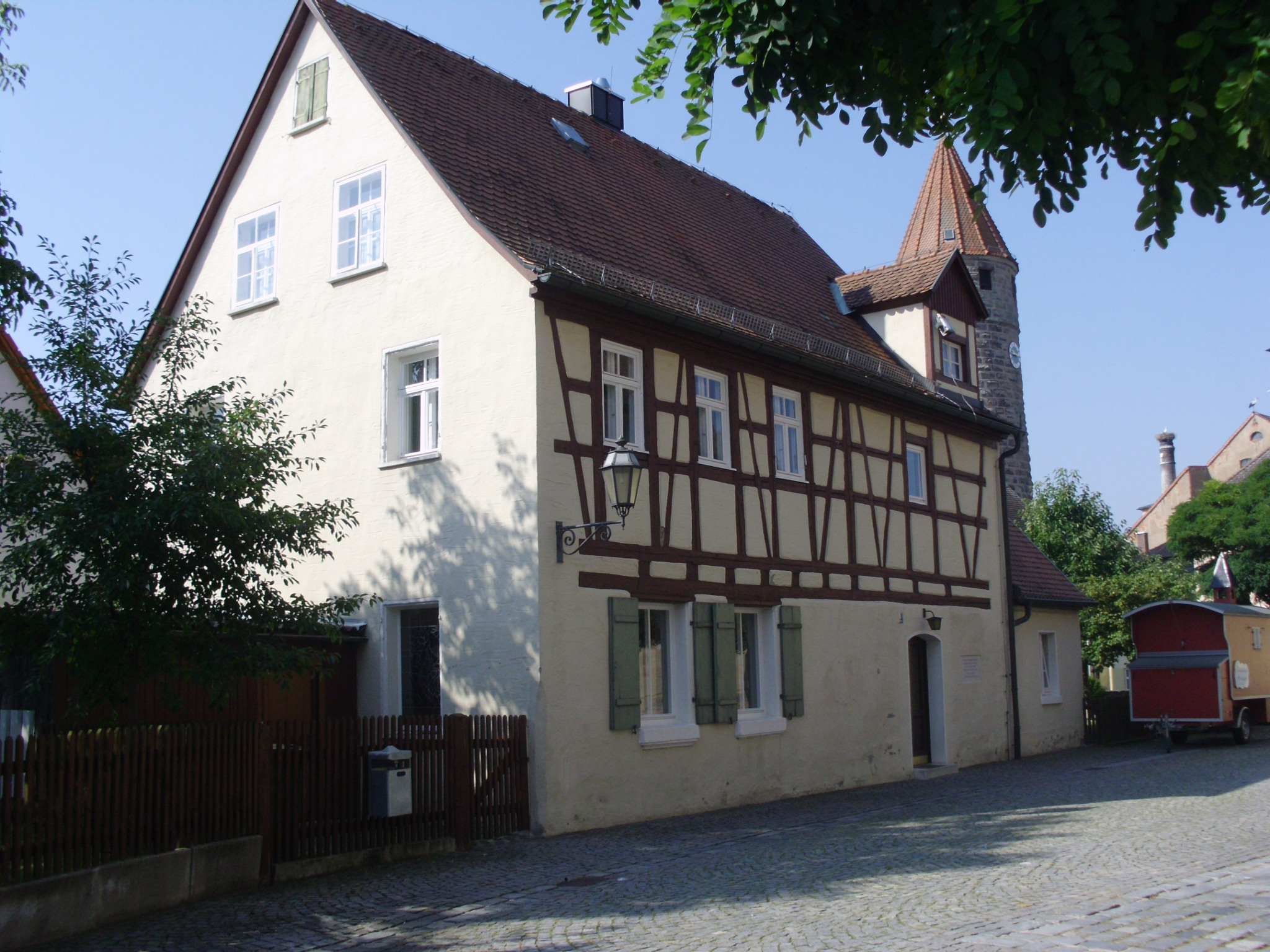
Mesnerhaus, Kirchenplatz 8

Das Ensemble  Kirchenplatz in Gunzenhausen, einer Stadt im  mittelfränkischen Landkreis Weißenburg-Gunzenhausen in Bayern, ist ein Bauensemble, das unter Denkmalschutz steht.

## Beschreibung
Es umfasst den in der Südostecke der Stadt gelegenen Siedlungskern von Gunzenhausen, wo sich auf einem Plateau ein frühgeschichtliches castrum befand. 
Im Zentrum des Kirchenplatzes erhebt sich die freistehende gotische Stadtpfarrkirche St. Mariä Virginis. Im Westen und Norden bilden Bürger- und Pfarrhäuser, vor allem aus dem 18. Jahrhundert, die begrenzende Umbauung.
Auf dem kleinen nördlichen Nebenplatz, mit den Häusern Kirchenplatz 1, 3, 5 und 7, wird der alte Kastenhof erkennbar. Im Süden und Osten beschreibt die bogenförmig um das Plateau ziehende Kirchenstraße mit ihren dem Verlauf der Stadtmauer folgenden Grundstücken die Begrenzung des Ensembles. 
Das südlich der Stadtpfarrkirche freistehende Mesnerhaus (Kirchenplatz 8), ein Fachwerkbau des 17. Jahrhunderts, bildet einen charakteristischen Gegensatz zu der hier bescheidenen Bebauung der Kirchenstraße.

## Einzeldenkmäler
Siehe: Liste der Baudenkmäler in Gunzenhausen